# Meiolaniformes
Meiolaniformes — вимерлий підряд примітивних прісноводних черепах. Meiolaniformes включають химерну групу вимерлих кайнозойских черепах, що мають роги і виступи на черепі (родина Meiolaniidae), і кілька видів, розташованих в основі стовбура підряду. Більшість Meiolaniformes були поширені у Гондвані (Австралія і Південна Америка), за винятком двох євразійських таксонів (Kallokibotion bajazidi і Mongolochelys efremovi). Підряд Meiolaniformes виник у Південній Америці, і вони відомі з нижнього крейди (122 млн років тому) аж до голоцену. Найдавніші скам'янілості в межах скарби належать видам Chubutemys copelloi і Otwayemys cunicularius.

## Класифікація
- Підряд †Meiolaniformes[1]
  - Рід †Chubutemys[1]
  - Рід †Patagoniaemys[1]
  - Родина †Mongolochelyidae[2]
    - Рід †Mongolochelys[1]
    - Рід †Peligrochelys[1]

  - Рід †Otwayemys[1]
  - Рід †Kallokibotion[1]
  - Родина †Meiolaniidae